# 金木山弥一郎
金木山 弥一郎（かなぎやま やいちろう　1870年10月22日（明治3年9月28日） - 1945年（昭和20年）1月12日）は、明治時代の大相撲力士。本名：藤山（のち岡村）吉蔵。
最高位幕下43枚目。

## 略歴
越中国礪波郡高波村出身。1892年雷部屋に入門。　横綱梅ヶ谷の同時期の入門で、のちに付け人となる。1894年1月高木山吉三で序ノ口。
1896年5月三段目で白猫弥市。その後は三段目が長く、1902年1月金木山に。1905年1月幕下に昇進。1907年1月三段目に落ち、1911年6月幕下復帰を最後に40歳で引退、年寄鏡山静太夫を襲名する。年寄としては雷部屋の番頭格であった。のち雷部屋が消滅し、力士たちは四散する。その後八角部屋（元関脇・大鳴門）や中川部屋（元幕内・鬼鹿毛）を引き継いだ武蔵川部屋（元幕下・鴨緑江）の力士をまとめて、1932年10月から鏡山部屋経営を始め、番神山、三熊山の二人が幕内に昇進している。その後新十両を決めた信濃川が徴兵から帰還しないうちに1944年11月限り高齢のため部屋を閉じ、1945年1月12日死去、享年76。